# 13062 Podarkes
13062 Podarkes (1991 HN) là một Trojan của Sao Mộc được phát hiện ngày 19 tháng 4 năm 1991 bởi C. S. Shoemaker và E. M. Shoemaker ở Đài thiên văn Palomar.